# Idrottsmuseet i Malmö

Idrottsmuseet i Malmö var ett museum med sporttema Malmö som fanns i Baltiska hallens foajéer. Museet stängde i oktober 2017 och personal, föremål, arkiv, foto och bibliotek flyttades över till kulturnämnden och Malmö museer. 
Malmö Idrottsmuseum var mellan 1972 och 2017 en del av fritidsnämndens ansvarsområde. Museet har dock varit verksamt i Malmö sedan slutet av 1950-talet.[källa behövs] Verksamheten utvecklades ursprungligen ur Gymnastiska centralinstitutets samlingar (GCI) och fick efter en tid allt mer förändrad inriktning från ett övergripande nationellt till ett mer regionalt och lokalt fokus.